# Kenya
Kenya, officielt Republikken Kenya (swahili: Jamhuri Ya Kenya; engelsk: Republic of Kenya), er et land i Østafrika. Grænselandene er Etiopien, Somalia, Sydsudan, Tanzania og Uganda. Det var tidligere engelske koloni ved navn Britisk Østafrika, som blev omdøbt til Kenya i 1919.

## Etymologi
Kenya har fået sit navn efter den udslukkede vulkan Mount Kenya, som er landets højeste bjerg.
En fra Kenya hedder en kenyaner.

## Geografi
Kenya er en kyststat. Mod øst grænser den til Det Indiske Ocean. I nord grænser Kenya til Somalia, Etiopien og Sydsudan, i vest til Uganda og i syd til Tanzania.
Landskabet er afvekslende. Afrikas store lavning, Østafrikanske gravsænkning, skærer gennem landet i nordsydlig retning. Langs denne ligger flere søer og udslukte vulkaner. Fra kysten ved Det Indiske Ocean i øst stiger landet til et højplateau, de såkaldte Hvide Højlande, som blev centrum for plantagedyrkningen under kolonitiden. Hovedstaden Nairobi ligger mellem det tempererede højplateau og de sydlige savanner.
I vest findes endnu et højplateau, som aftager ud mod Victoriasøen. Her dyrkes te og kaffe. Vegetationen er frodig, og der findes en del tropisk regnskov. De lavtliggende områder ved Victoriasøen rammes fra tid til anden af oversvømmelser under regntiderne. I nord findes steppe og halvørken. Nedbøren er beskeden, og tørke udgør en vedvarende trussel mod nomadebefolkningens husdyr. Turkanasøen ved grænsen til Etiopien dominerer landskabet. Den cirka 270 km lange sø er hjemsted for nilkrokodiller og talrige fugle.

### Nationalparker i Kenya
Kenya har mange nationalparker rundt om i landet, der er i dag er populære rejsemål.

#### Masai Mara National Reserve
Masai Mara National Reserve er et af Afrikas største vildtreservater beliggende i den sydvestlige del af Kenya, med mere end 95 forskellige arter af pattedyr og mere end 570 fuglearter.
Reservatet er opkaldt efter de lokale stammefolk masaierne som bor i og omkring Masai Mara, og Marafloden, som løber gennem området. Dyreinteresserede fotografer og filmfolk strømmer til parken, på grund af den store græs savanne og de enorme mængder af dyr der flokkes i området. Store flokke af flodheste og krokodiller holder til ved Marafloden, og så er det en af de nationalparker i Kenya, hvor der er bedst mulighed for at opleve ”The Big Five” – elefanten, løven, bøflen, leoparden og næsehornet.

#### Amboseli nationalpark
Amboseli nationalpark ligger ved grænsen til Tanzania og for foden af Afrikas højeste bjerg, Kilimanjaro. Området der dækker over 392km2 er den anden mest besøgte nationalpark i Kenya efter Masai Mara National Reserve.
Nationalparken er et af de bedste steder i verden at opleve store flokke af elefanter og er desuden kendt for de mange sumpe, der danner levegrundlag for mange af nationalparkens dyr.

Parken har fået navnet Amboseli, der på masaisprog betyder "saltet støv" grundet den store saltede sø, Lake amboseli, der udenfor regntiden tørrer ud og parken generelt er meget tør.

#### Samburu nationalpark
Samburu nationalpark ligger ca. 350 km nord for Nairobi og består af 3 forskellige reservater med et areal på 500km2. Samburu, Fælles for de tre reservater, Buffalo Springs og Shaba Nationalpark er at smukke bjerge omkranser savannerne og man på en klar dag har udsigt til Mount Kenya.
Det specielle ved Samburu nationalpark er de sjældne og unikke vildarter, som afviger fra deres slægtninge sydpå, med deres specielle farver og mønstre. Netgiraffen, den smalstribede Grevy-zebra eller den store Beisa Oryx-antilope er nogle af de sjældne arter parken huser.
Parken er også kendt for løvinderne Elsa og Kamunyak der har været inspiration til både bogen og filmen Born Free.

#### Lake Nakuru nationalpark
Lake Nakuru nationalpark er beliggende i det centrale Kenya ved byen Nakuru, 140 km nordvest for Nairobi, og er en saltholdig og lavandet natronsø eller sodasø med en pH på 10,5.
Søen har en rig algeflora der tiltrækker store stimer af fugle deriblandt den lyserøde flamingo. Man kan tit se mellem en og to millioner flamingoer på søen.
Nationalparken er også kendt som en af kontinentets bedste næsehornsparker og rummer en større bestand af både hvide og sorte næsehorn.

### Råstoffer
Blandt landets råstoffer kan nævnes guld, kalksten, rubin og granat.

### Klima
Klimaet varierer fra tropisk ved kysten til tørt i indlandet. Iblandt forekommer længere tørkeperioder, og under regntiden mellem marts og maj kan oversvømmelser indtræffe.
Landet modtager en hel del sollys året rundt, og sommertøj bæres almindeligvis året rundt. Det er dog normalt køligt om natten, ved solopgangen og i højlandet.
| Sted    | Sted              | Højde over havet (m) | Max (°C) | Min (°C) |
| ------- | ----------------- | -------------------- | -------- | -------- |
| Mombasa | kystby            | 17                   | 30,3     | 22,4     |
| Nairobi | hovedstad         | 1.661                | 25,2     | 13,6     |
| Eldoret |                   | 2.085                | 23,6     | 9,5      |
| Lodwar  | tør slette i nord | 506                  | 34,8     | 23,7     |
| Mandera | tør slette i nord | 506                  | 34,8     | 25,7     |

### Miljø
På Kenyas savanne, som fortsætter ind i det nordlige Tanzania, findes nogle af de berømte nationalparker: Masai Mara, Amboseli, Tsavo East nationalpark og Tsavo West nationalpark. Aberdare er en af nationalparkerne i landet; den oprettedes i 1950.
Nogle af Kenyas miljøproblemer er vandforurening, krybskyttejagt på de vilde dyr samt afskovning med efterfølgende jorderosion. Omkring 70 % af elektriciteten produceres af fossile brændstoffer, 18 % ved vandkraft og resten på anden måde. Der er planer om at importere elektricitet fra Etiopien, som har et stort vandkraftspotentiale.

## Demografi
Kenya har 42 officielt anerkendte etniske grupper, og etnicitet er en vigtig komponent i den personlige identitet i de fleste dele af det kenyanske samfund. Til de 42 grupper regnes ikke en del ikke-afrikanske eller afroasiatiske folkegrupper som gujaratier, somalier og omanier, som undertiden har boet i landet i flere generationer.
- Befolkning: 38.610.097 indbyggere (2009)[6]
- Befolkningens gennemsnitsalder: 18,4 år (2002)
- Spædbørnsdødelighed: 6,3 % (2003)
- Befolkningens gennemsnitslevetid: 45,2 år (2003)
- Flygtninge: ifølge UNHCR fandtes i 2001 145.;000 flygtinge fra Somalia og 68.000 fra Sudan i Kenya.
- Analfabetisme: i 2003 var 15 % af den voksne befolkning analfabeter.
- Aids er et stort sundhedsproblem. 2005 var 6,1 % af den voksne befolkning smittet med HIV[7] og frem til samme år var 190.000 mennesker døde af sygdommen.

### Etnisk fordeling
De største etniske grupper er Kikuyu (17,2 %), Luhya (13,8 %), Kalenjin (12,9 %), Luo (10,5 %), Kamba (10,1 %), Somalier (6,2 %) Kisii (5,7 %), Mijikenda (5,1 %), Ameru (4,3 %), Turkana (2,6 %) og Masai (2,2 %).

### Sprog
Omkring 60 sprog tales som modersmål i Kenya. Af dem er engelsk og swahili officielle sprog til trods for, at kun en lille majoritet har et af disse sprog som modersmål. Majoriteten af kenyanerne taler swahili, landets lingua franca, som andetsprog, og engelsk, undervisnings- og myndighedssproget, som tredjesprog.
Af de indenlandske kenyanske sprog er et flertal bantusprog, men også flere nilotiske og kushitiske sprog tales i landet. De sprog, der har mere end en million modersmålstalende i landet, er kikuyu, gusii, kalenjin, kamba, luo, luhya og meru.

### Religion
- Religiøs tilhørighed (folketælling 2009):[8] protestanter 47,7 %, katolikker 23,5 %, andre kristne 11,9 %, muslimer 11,2 %, indenlandske religioner 1,7 % og hinduer 0,1 %. 2,4 % anser sig selv som ikke religiøse, 1,5 % er tilhængere af en anden religion end de nævnte, og 0,2 % er med ukendt religiøst tilhørsforhold.

### Byer
- Nairobi – 2.750.561 indb.
- Mombasa – 685.000 indb.
- Kisumu – 266.300 indb.
- Nakuru – 319.200 indb.
- Machakos – 173.700 (2000) indb.

## Historie

### Kenya inden europæerne
Østafrika anses for at være hjemsted for nogle af de tidligste hominider. I det sydlige Kenya og ved Olduvai på den anden side af grænsen til Tanzania har man fundet cirka to millioner år gamle levn efter hominider. For omkring 1.000 år siden vandrede nogle bantutalende stammer, deriblandt kikuyuernes forfædre, ind i landet fra syd langs kysten, i et sent stadie af bantumigrationen. 500 år senere kom andre folk fra nord, blandt dem de nomadiserede masair. Indvandringen er fortsat ind i moderne tid og har givet befolkningen dens stærkt heterogene karakter. I middelalderen begyndte købmænd fra Europa, Asien og Den Arabiske Halvø at besøge Kenyas kyst på jagt efter slaver og elfenben.
Araberne slog sig fra 700-tallet ned langs kysten. Vasco da Gama besøgte landet i begyndelsen af 1500-tallet, og portugiserne forsøgte at sætte sig fast der for at få et støttepunkt på søvejen til Indien. I 1592 erhvervede portugiserne et område omkring byerne Malindi og Mombasa men blev fordrevet i 1728 af araberne. Hele kysten ned til Moçambique vandtes i 1784 af imamen af Muscat (nu Oman) og i 1858 kom området under sultanatet Zanzibar.
Den kenyanske kyst lå midt på swahilikysten, som strakte sig fra Mogadishu i nord til det nordlige Moçambique i syd. Mombasa har, ligesom øerne i Lamu-arkipelaget omkring Lamu, bevaret meget af den gamle swahilikultur. Swahili blev med tiden regionens lingua franca og handelssprog og er sammen med engelsk officielt sprog i Kenya. Mens swahilikulturen blomstrede på kysten, opstod der flere mindre riger og høvdingedømmer i indlandet. I sydvest dominerede luokulturen, i nordvest luhya, i de centrale dele af landet kikuyu, embu og meru og i det østlige indland kamba. Senere voksede masairiget sig stærkt i det nuværende sydlige Kenya og nordlige Tanzania, for at nå sin storhedstid i midten af 1800-tallet.
Indlandet blev åbnet for udenlandske interesser ved de anglo-indiske dampskibsselskaber. En britisk interessesfære dannedes, indiske købmænd slog sig ned i havnebyerne, og sultanen af Zanzibar tilbød i 1877 et britisk dampskibsselskab at leje det indre af Kenyas fastland. Storbritannien udnyttede ikke lejligheden, og i stedet kom tyskere og dannede et interesseselskab for udnyttelse af Kenyas indland. Ved en konvention af 1886 blev de tyske og britiske interessesfærers grænser trukket op, og i 1888 oprettedes et protektorat under British East Africa Company. Området kaldtes efter kompagniets initialer Ibea. Ved Helgoland-Zanzibar-aftalen med Tyskland 1890 erhvervede Storbritannien blandt andet Jubaland, Witu og Uganda. Jubaland og Witu blev forenede med Ibea til det, som blev Kenya. Kenya var oprindeligt planlagt som et arabisk rige under britisk beskyttelse, men efter et arabisk oprør i 1895 gjordes Kenya i stedet til koloni.

### Under britisk styre
Under det britiske kolonialvælde var Kenya en del af Britisk Østafrika fra 1895. Briterne oprettede et protektorat i 1895, og i 1896 påbegyndtes anlæggelsen af en jernbane tværs gennem landet for at skabe en forbindelse mellem naboprotektoratet Uganda og kysten ved Mombasa. Man fremmede udvandringen fra Storbritannien til Kenya, og i 1914 fandtes der flere tusinde britiske landbrugere i det frodige område i sydvest. Her dyrkede de med billig afrikansk arbejdskraft kaffe på jord, som tidligere havde været dyrket af kikuyu- og masaifolk. De indere, som havde bygget jernbanen, forblev i landet for at vedligeholde den, og de begyndte efterhånden at spille en stadig vigtigere rolle i forretningslivet. I 1920 omorganiseredes landet og forvandledes til kronkolonien Kenya. I 1926 blev Jubaland afstået til Italien.

### Selvstændighedstiden
Efter et af de blodigste oprør i den nyere kolonitids historie, Mau Mau-oprøret i 1950-erne, blev landet selvstændigt den 12. december 1963 og blev republik året efter. Den første præsident og helt i frihedskampen Jomo Kenyatta styrede Kenya fra selvstændigheden til sin død i 1978, da præsidentposten blev overtaget af Daniel arap Moi. I 1982 gjorde det regerende parti Kenyan African National Union (KANU) sig til det eneste legale parti. Moi kæmpede hårdt mod den politiske liberalisering, som til sidst kom i 1991, men oppositionen var splittet og formåede ikke at vinde over KANU ved valgene i 1992 og 1997. Disse valg kendetegnedes ved vold og valgfusk, men anses alligevel for at have afspejlet folkets vilje.
Præsident Moi afgik efter valget i 2002. Mwai Kibaki, som var præsidentkandidat for en forenet oppositionsgruppe, Den Nationale Regnbuekoalition, besejrede da KANUs kandidat Uhuru Kenyatta, søn af Jomo Kenyatta.

### Valget 2007
Den 27. december 2007 afholdtes parlaments- og præsidentvalg. Præsident Mwai Kibaki kandiderede da for Partiet for national enighed, en union af flere partier, blandt dem KANU. Hans største udfordrer var Raila Odinga fra Orangea demokratiske bevægelse, ODM. Kibaki udråbtes til sejrherre, hvilket straks efterfulgtes af anklager om valgfusk. Krieglerkommissionen, som under sommeren 2008 undersøgte valget, konstaterede i sin slutrapport, at valget havde været så dårligt gennemført, at det var umuligt at afgøre, hvem der havde vundet.
Voldsomme protester brød ud allerede under den langtrukne venten på valgresultatet, og efter, at Kibaki aflagde præsidenteden, udbrød der uroligheder rundt om i landet. I et par måneders tid spredte voldsomhederne sig med etniske fortegn over frem for alt de vestlige dele af landet selv mellem folkegrupper, som levede i fællesskab, men hvor gamle konflikter nu atter kom frem til overfladen. Røde Kors i Kenya opgav i begyndelsen af 2008, at over 1.000 mennesker var blevet dræbt i politisk vold efter valget. FN's mægler Kofi Annan ankom i slutningen af januar til landet for at indlede forhandlinger mellem repræsentanter for Kibaki og Odinga, hvilket resulterede i en koalitionsregering med Kibaki som præsident og Odinga på en nyoprettet premierministerpost. Samarbejdet var dog ikke gnidningsfrit, og regeringen sattes under hårdt pres i oktober 2008, da dommer Philip Waki i forbindelse med krav om et tribunal offentliggjorde en udredning om den politiske indblanding i voldsomhederne. Rapporten blev overdraget til Kofi Annan sammen med en forseglet liste over mistænkte højt ansatte politikere, politifolk og andre dignitarer, som snarest burde stilles til ansvar for at have fremmet de folkelige opløb.
Lovforslaget om et tribunal, som politikerne tog i december 2008 ser dog ifølge lokale medier ud til at etablere en ganske svag juridisk proces, hvor få politikere vil blive dømt eller tvinges til at forlade deres position. Lokale menneskerettighedsorganisationer advarede om, at et virkningsløst tribunal ville puste til de problemer som førte til volden 2008. Waki-rapportens stipulerede grundlovsændring samlede heller ikke nødvendige to tredjedeles majoritet og afvistes af parlamentet. Så det retslige efterspil har ikke ført til, at de ansvarlige for volden har kunnet stilles til ansvar.
Wakis liste påstås blandt andet at udpege et halvt dusin regeringsministre, heraf flertallet fra det tidligere oppositionsparti ODM, frem for alt fra folkegruppen Kalenjin. Wakirapporten forårsagede dermed ikke blot interne stridigheder i ODM, hvor partilederen Odinga hørte til gruppen Luo, men den pustede tillige til andre etniske modsætninger. Omtrent et år efter valget havde man ganske vist påbegyndt at genopbygge det, som var blevet brændt ned i kampe mellem blandt andet grupperne Kalenjin og Kisii. Ligesom i Kenya som helhed skjuler der sig dog fortsatte spændinger under en fredelig overflade.

Situationen har også ført til en konflikt med Uganda om fiskevand i Victoriasøen og om øen Migingo.
ICC, Den Internationale forbryderdomstol forberedte siden 31. marts 2010 en retssag efter volden i 2007. Ved denne retssag opstod den specielle situation, at vinderen af valget i 2013 ville stå på anklagebænken. Kenyas parlament, hvoraf et flertal af medlemmer ønskede, at retssagen skulle holdes på kenyansk jord, stemte derfor for et regeringsforslag om at forlade den internationale forbryderdomstol ICC. Men ICC ville alligevel gå videre med anklagen mod landets præsident Kenyatta og vicepræsident Ruto.

### 2008
Den 28. februar 2008 underskrev Kibaki og Odinga en overenskommelse om at danne en samlingsregering, i hvilken Odinga skulle blive Kenyas anden premierminister. Den 13. april udnævnte præsident Kibaki en stor koalition på 41 ministre, inklusive premierministeren og dennes to deputerede. Kabinettet, som omfattede 50 viceministre, blev taget i ed ved Statshuset i Nairobi den 17. april under nærværelse af Dr. Kofi Annan og andre indbudte dignitarer.

### Ny forfatning
Forfatningen fra 1963, som byggede på koloniale strukturer, var blevet tillempet siden selvstændigheden fra Storbritannien, da Jomo Kenyatta kom til magten. En konstitutionel forandring var blevet overvejet, som skulle eliminere premierministerens position og samtidig reducere præsidentens magt. En folkeafstemning omkring den foreslåede forfatning blev afholdt den 4. august 2010, da 67 % af det kenyanske folk stemte Ja til en ny forfatning. Den nye forfatning gav blandt andet delegater i lokale myndigheder mere magt og gav kenyanerne borgerrettigheder. Denne antoges den 27. august ved en stor ceremoni i Frihedsparken Uhuru Park i Nairobi, akkompagneret af en 21-skuds salut. Begivenheden hyldedes af et antal afrikanske ledere og af det internationale samfund. Fra den dag trådte den nye forfatning i kraft som markerede den Anden Republik.

### Valget 2013 og en ny regering
Valget i marts 2013 blev vundet af Uhuru Kenyatta, med William Ruto som vicepræsident. Kenyatta vandt med 50,51% af stemmerne over sin vigtigste modkandidat Odinga, som ikke anerkendte resultatet.

## Politik
Kenya er en republik med repræsentativt demokrati og præsidentialisme, hvor præsidenten er såvel statsoverhoved som regeringschef i et flerpartisystem. Den udøvende magt holdes af regeringen. Den lovgivende magt holdes i fællesskab af regeringen og Kenyas parlament som består af Kenyas Nationalforsamling og Kenyas senat. Den dømmende magt er uafhængig af den udøvende og den lovgivende. Der var dog en voksende uro især under den tidligere præsident Daniel arap Mois mandatperiode over, at den udøvende magt blandede sig stadigt mere i retsvæsenets anliggender.

### Administrativ inddeling
Kenya er opdelt i otte provinser (mkoa):
1. Centralprovinsen
2. Kystprovinsen
3. Østprovinsen
4. Nairobi
5. Nordøst-provinsen
6. Nyanzaprovinsen
7. Rift Valley
8. Vestprovinsen

Disse er igen inddelt i 71 distrikter (wilaya).

### Kenyas præsidenter
- 1964-1978: Jomo Kenyatta
- 1978-2002: Daniel arap Moi
- 2002-2013: Mwai Kibaki
- 2013-2022 Uhuru Kenyatta
- 2022- William Samoei Ruto

## Økonomi
Kenya er midtpunkt for den finansielle sektor og handelen i Østafrika, men økonomien hæmmes af en udbredt korruption og lave priser på de råvarer, som man eksporterer. På grund af korruptionen har IMF afviklet visse støtteordninger. I 1995 og 1996 skete en stærk vækst i den kenyanske økonomi, men den er senere stagneret.
Kenyas fungerende økonomi er en af de værste i Afrika, selv om den havde en ny fremgang fra 2004 til 2007. Økonomien er markedsbaseret, med nogle statsligt ejede infrastrukturvirksomheder, og bibeholder et liberalt eksternt handelssystem. Økonomien beror fortrinsvis på jordbrug og turisme. Jordbrugssektoren sysselsætter næsten 75 % af landets 37 millioner indbyggere. Halvdelen af sektorens produktion er til eget forbrug. Kenyas BNP sank kontinuerligt med som højst 6,5 % per år under det første årti af selvstændighed til mindre end 4 % per år under det følgende årti, til blot omkring 1,5 % per år i 1990-erne. Efter 2004 gik BNP op med 5 % per år. Flere årtier med dårlig økonomi sammen med en hurtig befolkningsfremgang gjorde, at folk blev fattigere og flere blev arbejdsløse. Mellem 1970-erne og 2000 voksede andelen af fattige kenyanere fra 29 % til 57 %.
Kenyas økonomiske resultater er blevet bremsede af flere faktorer; stort tillid til få agrikulturelle eksportvarer, som er sårbare for verdens prisfluktueringer, befolkningsvækst som har overgået den økonomiske fremgang, langvarig tørke som har fremtvunget rationeringer, ringere infrastruktur og ekstreme forskelle i velfærd som har begrænset mulighederne for de fleste for at udvikle deres kundskaber og færdigheder. Korruption og dårligt styre har også haft en negativ indflydelse på udviklingen og har gjort det dyrt at gøre forretninger i Kenya. Ifølge Transparency International er Kenya et af verdens seks mest korrumperede lande. Bestikkelser og bedragerier koster Kenya omkring 1 milliard amerikanske dollars hvert år. 23 % af kenyanerne lever på mindre end en amerikansk dollar om dagen, og kenyanere betaler omkring 16 bestikkelser om måneden, i gennemsnit ved 2/3 af alle forbindelser med tjenestemænd. En anden stor faktor for den økonomiske opbremsning er menneskelige immundefekt-sygdomme som HIV og AIDS.

### Energi
Det meste af Kenyas elektricitetsforsyning kommer fra vandkraftværker ved damme langs øvre Tanafloden, samt Turkwel Gorge Dam i vest. Den øvrige energi kommer fra et oliekraftværk ved Rabai nær Mombasa samt fra enkelte geotermiske anlæg ved Olkaria nær Nairobi. Der importeres også elektricitet fra Uganda. Kenyas egen produktion udgjorde i perioden 2001 til 2003 1.142 megawatt. Det statsejede Kenya Electricity Generating Company (KenGen) blev etableret i 1997 under navnet Kenya Power Company og håndterer produktionen af elektricitet. Kenya Power and Lighting Company (KPLC) er et børsnoteret, privatiseret selskab, og håndterer overføring og distribution. Tørke og reduceret vandføring forårsager jævnlig nedsat elektricitetsproduktion og mangel på elektricitet. Der foreligger også planer om at bygge et atomkraftværk inden 2017.
Olieboringer har pågået periodisk i flere årtier, der er bekræftet fund af olie, men udvinding er ikke startet. Kenya importerer derfor alle råstoffer til petroleumsprodukter, og importen udgør mellem 20 og 25 % af importomkostningerne. Der er imidlertid gjort fund i Uganda og Tanzania, som indikerer, at der kan findes forekomster også i Kenya.

### Landbrug
Landbrug står for den næststørste indtægtspost i Kenyas bruttonationalprodukt (BNP) efter den tjenesteydende sektor. I 2005 stod jordbrug og fiskeri for 24 % af BNP, samt for 18 % af sysselsætningen og 50 % af landets eksportindtægter. Inden for jordbruget er dyrkning af te, råvarer til havebrug og kaffe det, som bidrager mest. Kaffe og råvarer til havebrug er anset som de vigtigste satsningsområder. I det mere frugtbare højland dyrkes der en række arter, herunder te, kaffe, sisal, pyrethrum, majs og hvede. Hold af bufe forekommer først og fremmest i de halvtørre savanneområder neden for højlandet, mens de mere lavtliggende områder domineres af kokosnødder, ananas, cashewnødder, bomuld, sukkerrør, sisal og majs.
Landet har ikke tilstrækkelig effektivitet inden for landbrug og infrastruktur til, at der kan garanteres mad til alle. Dette, kombineret med at 53 % af befolkningen lever under fattigdomsgrænsen, gør, at en betydelig del af befolkningen sulter regelmæssigt og er afhængig af fødevarehjælp. Specielt gør dette sig gældende i mere afsidesliggende områder, da dårlige veje, et utilstrækkeligt jernbanenet og kostbar flytransport isolerer store dele af de tørre og halvtørre områder. Samtidig må madvareproducenter i andre regioner kassere madvarer, fordi de ikke har adgang til markeder andre steder i landet.

### Industri
Selv om Kenya er det mest industrielt udviklede land i Østafrika, står industrien ikke for mere end 14 % af bruttonationalproduktet (BNP). Den industrielle aktivitet er primært lokaliseret i tilknytning til de tre største byer Nairobi, Mombasa og Kisumu. Ølbrygning og forædling af majs og sukkerrør er dominerende sammen med produktion af forbrugsvarer. I løbet af de sidste år er også cementindustrien voksende, og har efterhånden fået en vigtig rolle i kenyansk økonomi. Kenya har også et olieraffinaderi, som i hovedsagen forsyner hjemmemarkedet med petroleumsprodukter. Produktionen har frem til nu været baseret på importeret olie, men oliesøgning er også igangsat lokalt. Industriel vækst i Kenya er til dels baseret på støtte fra industrilande, men også indførsel af skattetiltag gunstige for industrien må antages at have en betydning for den industrielle udvikling.

### Turisme
Kenyas tjenesteydende sektor, som bidrager med omkring 63 % af BNP, er domineret af turisme. Turistnæringen har i de fleste år vist en jævn vækst siden uafhængigheden, og ved slutningen af 1980 var den blevet landets vigtigste kilde til udenlandsk valuta. Turisterne, de fleste fra Tyskland og Storbritannien, besøger for det meste strandene langs kysten og nationalparker, særlig de mere kendte som Tsavo West og Tsavo East nationalpark med et samlet areal på 22.818 km2. Turismen er den vigtigste bidragsyder til landets økonomiske vækst. Turisme er nu Kenyas største kilde til udenlandsk valuta, efterfulgt af blomster, te og kaffe.

### Infrastruktur
To veje i det transafrikanske hovedvejsnet passerer gennem Kenya: Hovedvej 4 mellem Kairo og Kapstaden samt hovedvej 8, Lagos-Mombasa-vejen. Bus og matatu (minibusser) står for størstedelen af landets transporter.
Den kenyanske regering er i gang med at opføre nogle omfartsveje kaldet Northern Bypass, Eastern Bypass og Southern Bypass. Omfartsvejene bliver finansieret af Folkerepublikken Kina, og kommer til at løbe omkring hovedstaden Nairobi.
Havnen i Mombasa, Kilindini havn, er den største i Østafrika. Der findes også en indsøhavn ved Victoriasøen, i Kisumu.
Den ugandiske jernbane anvendes til persontrafik, ikke mindst mellem Nairobi og Mombasa. Sporvidden er 1.000 millimeter.
Landet har to internationale lufthavne: Jomo Kenyatta International Airport i Nairobi og Moi International Airport i Mombasa.

## Kultur
Kenya har ingen kultur, som specifikt identificerer hele landet. Med så forskellige regionale folk som swahili langs kysten, flere nomadiske samfund især i nord og de forskellige befolkningsgrupper i de centrale og vestlige regioner er det svært at ordne en fælles kulturel identifikation.
Der findes cirka 42 forskellige stammer i Kenya - alle med deres egne unikke kulturer, men en majoritet af dem med sammensatte kulturelle udtryk opkomne gennem stærke ligheder i sprog, ligartede miljø og stammernes fysiske nærhed. Stammerne er grupperede i større undergrupper baserede på disse kulturelle og sproglige ligheder. Der findes tre store forenende sproglige kategorier: Bantusprogtalende folk i kystregionen, i det centrale højland og i det vestlige Kenya, Niloterne, som hovedsagelig findes i Riftdalen og ved Viktoriasøen, og Kushiterne, som hovedsagelig består af hyrder og nomader i de tørrere nordøstlige dele af landet. Disse undergrupper spænder over et område, som strækker sig ud over Kenyas grænser.
Masaikulturen har turistnæringen at takke for sin omfattende eksponering, hvilken har udnyttet dem i rent kommercielle øjemål. Maasaierne udgør dog kun en relativt lille del af Kenyas befolkning.
Historisk og nuværende opdelingspolitik, som udøvedes først af kolonisatorerne og derefter af de lokale ledere, har ledt til en situation, hvor kenyanerne selv knapt kender deres egen kultur, end mindre deres naboers. Den koloniale administration i samarbejde med omfattende missionsvirksomhed og formel skolegang udryddede de fleste kulturelle særtræk og efterlod et tomrum, som fyldtes af vesterlandske kulturelle attituder og identificering især hos unge.
Kenya har et aktivt liv omkring musik, television og teater, hvor simba og hakuna matata er blevet bekendte begreber også for fremmede. Det er dog svært at undgå et vist islæt af tribalisme.

## Galleri
- Tsavo East National Park
- Mount Kenya i silhuet
- Kort over Kenya